# Åbo och Björneborgs läns kavalleriregemente
Åbo och Björneborgs läns kavalleriregemente var ett kavalleriförband inom svenska armén som verkade i olika former åren 1626–1721. Förbandet var från 1690-talet indelt och rekryterade i huvudsak sitt manskap från Åbo län och Satakunda, Finland.

## Historia
Regementet härstammar från de ryttarfanor som sattes upp i Finland. Regementet organiserades 1632 som Åbo och Björneborgs läns kavalleriregemente och blev på 1690-talet indelt. I 1634 års regeringsform benämns regementet som ”Åbo läns ryttare”. Dess förste chef var Hans Eckholtz. Regementet överfördes våren 1700 till Livland och kom där att ingå i Wellingks avdelning. Senare ingick de i Schlippenbachs armé och led stora förluster. Resterna av regementet ingick sommaren 1708 i general Lewenhaupts kår som tågade genom Litauen för att ansluta sig till den svenska huvudhären i Ukraina. Efter slaget vid Poltava den 28 juni 1709 upplöstes regementet vid kapitulationen vid Perevolotjna den 1 juli 1709. Regementet fick sättas upp på nytt efter Poltava genom fördubblingen som stam och tillhörde därefter armén i Finland. År 1718 ingick regementet i general Carl Gustaf Armfeldt avdelning i Karl XII:s andra norska fälttåg, där Armfeldts i augusti 1718 gick in med 7.500 man i Norge över Jämtland. År 1721 sammanslogs återstoden av regementet med det äldre och värvade Livdragonregementet och Upplands ståndsdragonregemente. Det nya regementet antog namnet Livdragonregementet.

## Förbandschefer
- 1625–1632: Gustaf Horn
- 1632–1635: Hendrik Eckholtz
- 1635–1641: Thure Bjelke
- 1641–1649: Johan Wittenberg
- 1649–1658: Gustaf Kurck
- 1658–1664: Fabian Berendes
- 1664–1673: Carl Ahrensdorf
- 1673–1695: Bernhard Otto Liwe
- 1695–1701: Bernhard Rehbinder
- 1701–1701: Gustaf Eneskjöld  (tillfångatagen)
- 1702–1703: Johan August Meijerfeldt t.f.
- 1703–1706: Henrik Johan Schauman t.f.
- 1706–1708: Gustaf Adolf Lewenhaupt
- 1708–1709: Gustaf Eneskjöld  (tillfångatagen)
- 1710–1719: Reinhold Johan De la Barre
- 1719–1721: Otto Reinhold Yxkull (1713 t.f.)

## Namn, beteckning och förläggningsort
| Åbo och Björneborgs läns kavalleriregemente | 1632-??-?? | – | 1709-07-01 |
| Åbo och Björneborgs läns kavalleriregemente | 1709-??-?? | – | 1721-??-?? |

| okänt | 1632-??-?? | – | 1709-??-?? |
| okänt | 1709-??-?? | – | 1721-??-?? |